# Bertrando VI de La Tour
Bertrando II d'Alvernia, in francese Bertrand VI de La Tour d'Auvergne (1417 circa – 26 settembre 1497) fu conte di Boulogne dal 1461 al 1477 e signore de La Tour e conte d'Alvernia e dal 1461, poi conte di Lauragais, dal 1477 alla sua morte.

## Origine
Secondo la Histoire généalogique de la maison d'Auvergne, Bertrando era l'unico figlio maschio del conte d'Alvernia e conte di Boulogne, Bertrando I e della moglie, Jacquette du Peschin, figlia del signore di Peschin, Luigi, e della moglie, Yseul de Sully.

Secondo la Histoire généalogique de la maison d'Auvergne, Bertrando V de La Tour era l'unico figlio maschio della Contessa d'Alvernia e di Boulogne, Maria I e del marito, il signore de La Tour, Bertrando IV, figlio del signore de La Tour, Guido e della moglie, Mathe di Beaufort, come ci viene confermato dal testamento di Guido, datato 1375.

## Biografia
Bertrando fu al seguito del re di Francia, Carlo VII, tra il 1441 ed il 1451, nella conclusione della Guerra dei cent'anni, ed all'assedio di Tartas, nel 1442, durante la conquista della Guienna, venne citato come signore di Montgascon. Bertrando venne fatto cavaliere, dopo la Battaglia di Formigny, del 1450.
Suo padre, Bertrando I, morì nel 1461, il 20 marzo, come ci viene confermato dagli obitoires della chiesa dei francescani di Clermont-Ferrand (Chapelle des Cordeliers). Bertrando succedette al padre nelle due contee e nella signoria de la Tour.
Nel 1468, il nuovo re di Francia, Luigi XI, lo mandò ad occupare il territorio savoiardo di Bresse, per contrastare il Duca di Savoia Amedeo IX alleato del duca di Borgogna.
Nel 1473, Bertrando fece costruire la chiesa dei francescani di Vic-le-Comte.
La contea di Boulogne, che, da diversi anni, era stata occupata dal duca di Borgogna, nel 1477, alla morte del duca, Carlo il Temerario, venne riconquistata da Luigi XI e riconsegnata a Bertrando; in quello stesso anno, Bertrando II accettò di scambiare con il re di Francia, Luigi XI la contea di Boulogne con il Lauragais, per cui la contea di Boulogne entro a far parte del dominio reale.
Bertrando morì nel 1497 e fu tumulato nell'abbazia di Bouschet-Vauluisant Yronde-et-Buron. Nei suoi feudi gli succedette l'unico figlio maschio, Giovanni.

## Matrimonio e Discendenza
Bertrando, nel 1445, aveva sposato Luisa de la Trémoille, signora di Boussac e d Saint-Just, figlia del signore di la Trémoïlle, di Sully e di Craon, Giorgio, e della sua seconda moglie, Caterina de l’Isle-Bouchard; il contratto di matrimonio tra Bertrando e suo padre, Bertrando I (Bertrand de la Tour chevalier seigneur de Montgascon ainsné fils de Bertrand de la Tour comte de Bouloigne at d’Auvergne seigneur de la Tour) e Giorgio, signore di la Trémoïlle, sua moglie, Caterina de l’Isle-Bouchard, e la loro figlia, Luisa de la Trémoille (monseigneur George seigneur de la Trimoille, de Sully et de Craon et Catherine de l’Isle [sa] compaigne et damoiselle Loyse de la Trimoille [leur] fille) fu datato 30 gennaio 1444.
Bertrando da Luisa ebbe cinque figli:
- Giovanni (1467 † 1501), Conte d'Alvernia e conte di Lauragais[9]
- Francesca († 1484 circa), sposata nel 1469 a Gilberto di Chabannes signore di Curton
- Giovanna († dopo il 1472), sposata nel 1472 ad Ademaro di Poitiers, signore di Saint-Vallier
- Anna († 1512), sposata nel 1480 ad Alexander Stewart, Duca d'Albany
- Luisa († dopo il 1486), secondo Pierre de Guibours, detto Père Anselme de Sainte-Marie o più brevemente Père Anselme, aveva sposato nel 1486 Claude di Blaisy, visconte d'Arnay[12].

### Letteratura storiografica
- (FR)  Histoire généalogique de la maison d'Auvergne.
- (FR)  Justel, Histoire généalogique de la maison d'Auvergne.
- (FR)  Baluze, Histoire généalogique de la maison d'Auvergne, tome 1.
- (FR)  L'art de vérifier les dates des faits historiques, des chartes, des chroniques.
- (FR)  Histoire généalogique et chronologique de la maison royale de France, tomus I.